# Museum Frieder Burda

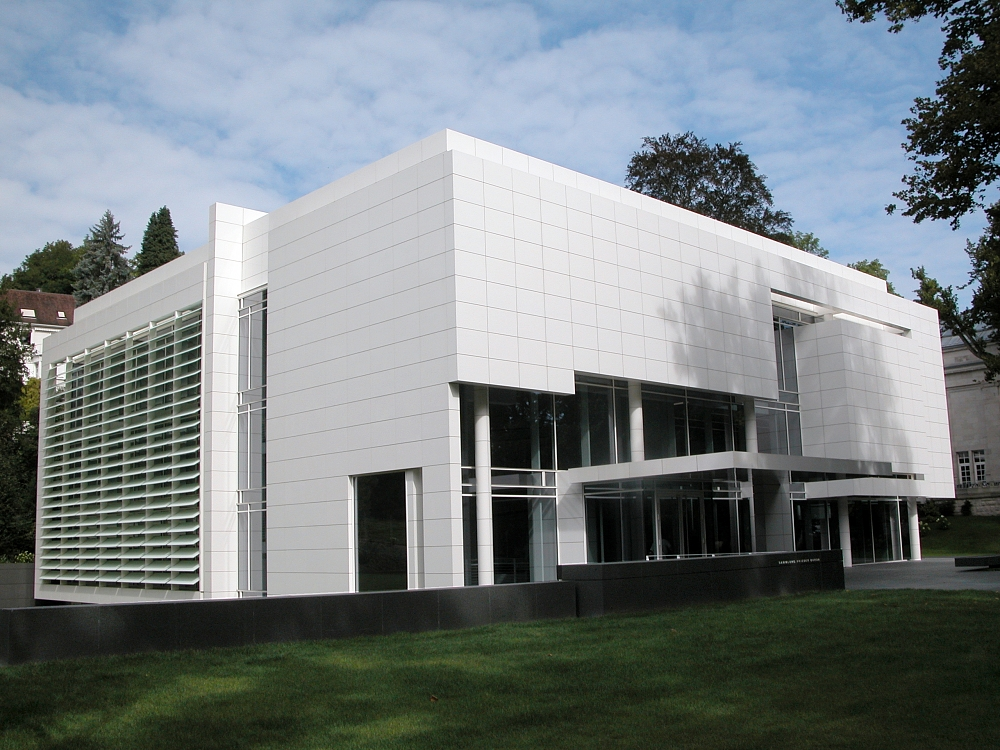
Museum Frieder Burda

Het Museum Frieder Burda is een museum voor moderne kunst in Baden-Baden. Het is gelegen in de Lichtentaler Allee naast de Kunsthalle Baden-Baden en werd geopend op 22 oktober 2004. Het museum werd gebouwd als onderdak voor de particuliere kunstverzameling van Frieder Burda naar een ontwerp van de Amerikaanse architect Richard Meier.

## Architectuur
De Amerikaanise architect Richard Meier ontwierp een licht en open gebouw met twee grote zalen, twee kabinetten en een souterrain. De drie verdiepingen worden net zoals in eerdere ontwerpen van Meier door open galerijen ontsloten. Het museum is door een glazen brug verbonden met het bestaande gebouw van de Kunsthalle Baden-Baden. Beide musea zullen in de toekomst ook gemeenschappelijke tentoonstellingen organiseren.
Het honderd jaar oude gebouw van de kunsthalle, ontworpen door Hermann Billing, bestaat uit een afwisselende serie grote en kleine ruimtes die als een voorbeeld van geslaagde museumarchitectuur gelden en nu opnieuw beleefd kunnen worden.
Het nieuwe museum beschikt over ongeveer achthonderd vierkante meter tentoonstellingsruimte. De bouw duurde twee jaar en heeft ongeveer vijftien miljoen euro gekost. De kosten werden geheel gedragen door de Frieder Burda-stichting. Hoewel er aanvankelijk protesten waren tegen aantasting van het historische park kan het gebouw tegenwoordig rekenen op algemene waardering.
De openingstentoonstelling toonde een overzicht van honderdvijftig van de belangrijkste werken van de Sammlung Frieder Burda, die in totaal zo'n achthonderd kunstwerken omvat.
Prijzen
- Royal Institute of British Architects RIBA European Awards (2006)
- Institute Honor Award for Architecture (2006)
- Anerkennung zum Deutschen Architekturpreis (2005)
- New York Chapter Design Award (2005)

## Collectie
In de verzameling zijn werken van onder anderen de volgende kunstenaars opgenomen:
- Georg Baselitz
- Max Beckmann
- Anselm Kiefer
- Ernst Ludwig Kirchner
- Willem de Kooning
- Markus Lüpertz
- August Macke

- Markus Oehlen
- Pablo Picasso
- Sigmar Polke
- Jackson Pollock
- Gerhard Richter
- Mark Rothko
- Clyfford Still

## Afbeeldingen

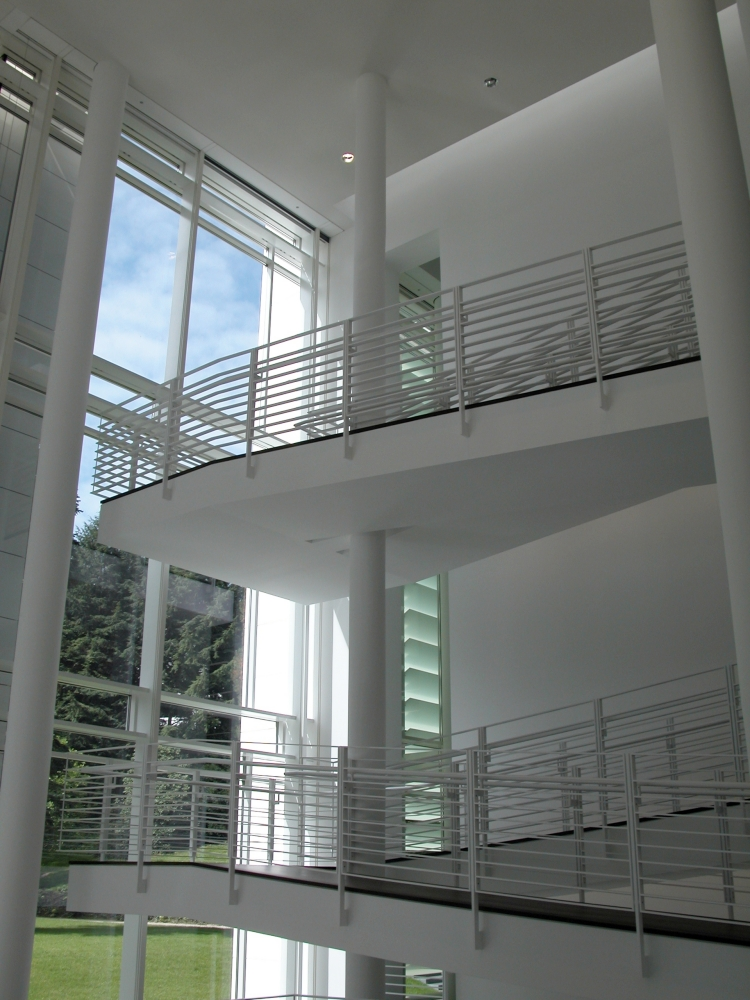
Trappenhuis
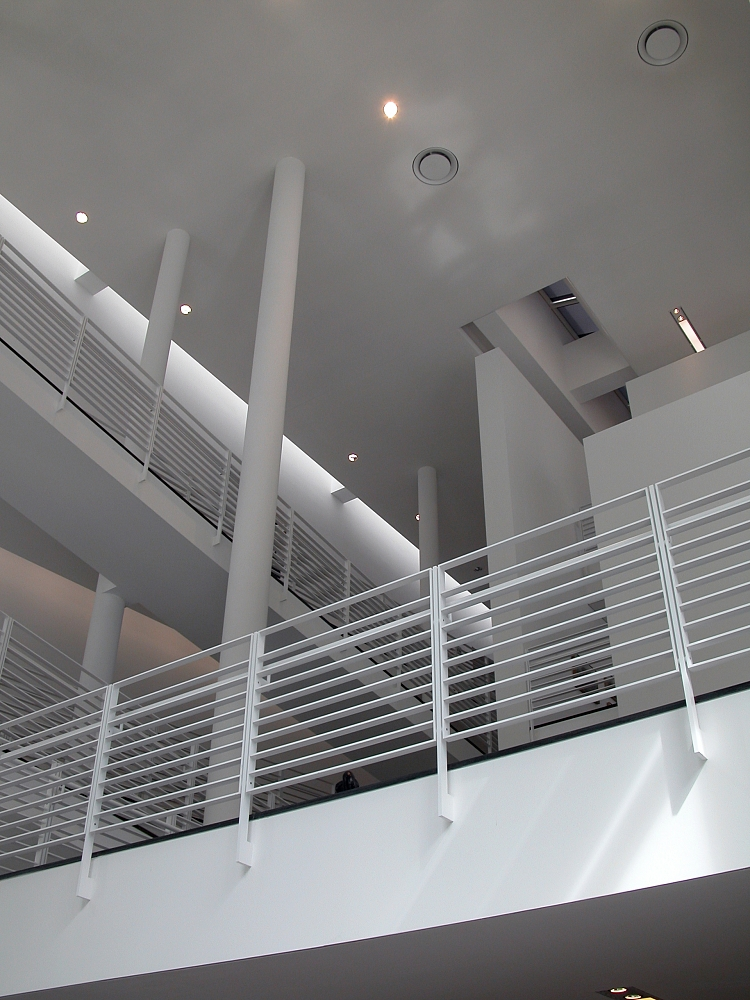
Overloop